# Cyrus Chothia
Cyrus Homi Chothia (19 février 1942 – 26 novembre 2019), est un biochimiste britannique qui a travaillé au Laboratoire de biologie moléculaire (LMB) du Medical Research Council (MRC) de l'Université de Cambridge, et membre émérite du Wolfson College de Cambridge,,,.

## Éducation
Chothia fait ses études à l'école d'Alleyn puis part étudier à l'Université de Durham, obtenant un baccalauréat en sciences en 1965. Il obtient ensuite une maîtrise en sciences au Birkbeck College en 1967 et un doctorat à l'University College London sous la supervision de Peter Pauling le fils de Linus Pauling.

## Recherche et carrière
Après son doctorat, Chothia travaille au Laboratoire de biologie moléculaire (LMB) pendant trois ans puis avec Michael Levitt à l'Institut Weizmann des Sciences,, suivi de deux ans avec Joel Janin à l'Institut Pasteur à Paris.
En 1976, Chothia retourne en Angleterre pour travailler à l'University College London et au LMB. Avec Arthur Lesk, il montre que les protéines s'adaptent aux mutations par des changements de structure.
En 1992, il suggère que la plupart des protéines sont constituées de domaines provenant d'un petit nombre de familles. Il collabore avec Alexey Murzin, Steven Brenner et Tim Hubbard (en) pour créer la base de données de classification structurelle des protéines (SCOP),, un tableau périodique de toutes les structures protéiques connues. Avec Julian Gough, il crée la base de données Superfamily qui utilise des modèles de Markov cachés pour identifier les séquences de protéines liées à celles de structures connues.
Chothia est élu membre de la Royal Society (FRS) en 2000. En 2015, Chothia est élu membre de la Société internationale de biologie computationnelle (ISCB) et reçoit le prix d'accomplissement de l'ISCB par un scientifique senior en l'honneur de son travail sur l'utilisation de méthodes informatiques pour comprendre la structure des protéines.
Aux côtés de David Haussler et Michael Waterman, Chothia reçoit le prix Dan-David 2015 pour ses contributions au domaine de la Bio-informatique. 